# Fon (llengua)
El fon (o dahomeà o fongbe) és la llengua més parlada a Benín i també es parla a Togo. El fon és la llengua materna dels fon, que també tenen comunitats emigrades a França, Ghana i Gabon. El territori fon està sobretot als departaments Atlantique i Zou i es parla molt a la ciutat de Cotonou, al departament Littoral. A Togo, hi ha petites zones que són territori fon a la regió dels Altiplans. Hi ha entre 1.435.500 i 2.139.000 fons que tenen el fon com a llengua materna. El seu codi ISO 639-3 és fon i el seu codi al glottolog és fonn1241. Com les altres llengües gbes, el fon és una llengua analítica i SVO.

## Família lingüística
El fon és una llengua kwa, família lingüística que forma part de les llengües Benué-Congo. Concretament, segons l'ethnologue, forma part del grup lingüístic de les llengües gbes. Segons l'ethnologue, hi ha 21 llengües gbe: l'Aguna, l'ewe, el gbe, ci, el xwla oriental, el gbesi, el kotafon, el saxwe, el waci, el xwela occidental, el xwela, el kpessi, sis llengües aja (aja, ayizo, defi, tofin, weme i gun), dues llengües fons (fon i gbe, maxi) i la llengua gen, considerada l'única llengua mina. Segons el glottolog, és una de les llengües gbes orientals juntament amb el gbe, gbesi; l'ayizo; el gbe, xwla oriental; el defi; el gbe, ci; el gun; el kotafon; el gbe, maxi; el saxwe; el tofin; el weme; el xwla occidental; el wudu i el gbe, xwela.

## Fon a Benín

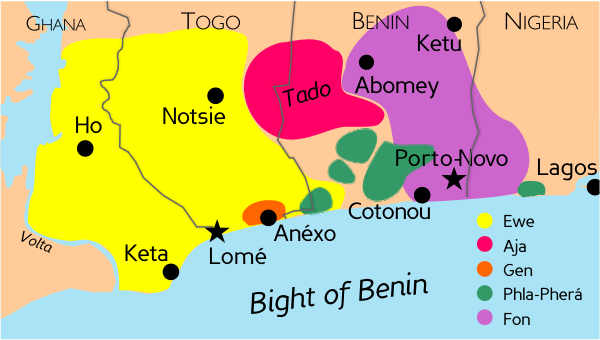
Mapa lingüístic de les llengües gbes

### Població, territori i pobles veïns
El 2006 hi havia 1.400.000 fons a Benín. Segons el joshuaproject, n'hi ha 2.028.000. Aquests viuen en un extens territori a tot el centre-sud del país, sobretot als departaments de Zou i Atlantique. També hi ha molts fons a Cotonou, al departament de Littoral i a altres ciutats multilingües d'arreu del país.
Segons el mapa lingúístic de Benín de l'ethnologue hi ha 7 territoris de parla fon. 4 d'aquests territoris estan en una zona fronterera amb Togo i els comparteixen amb els agunes. Aquest limiten amb Togo, a l'oest, amb els ifès, al nord, amb els agunes, al sud i amb el principal territori fon en extensió, a l'est. Aquest territori està situat a la zona central de la meitat sud de Benín, entre el bosc de Kétou, al nord-est i el bosc de Ko al sud i limita amb els aja, a l'oest; amb els cis, els ayizos, els wemes i els nagos meridionals, al sud; amb els ijes i els nagos meridionals, a l'est i amb els itaques i els maxis al nord. Els altres territoris fons estan situats al sud del país. El més occidental està situat a l'est del llac Ahémé i el comparteixen amb els ayizos, els gbesis i els xweles i fa frontera amb els agunes, a l'est, amb els saxwes, a l'est i amb els xweles al sud. El territori fon més meridional està situat al centre de la zona costanera del país, a l'oest de Cotonou i del llac Nokoué; aquest el comparteixen amb els xwles occidentals i tenen com a veïns els xwles orientals, a l'est, els ayizos al nord i els xweles a l'oest.

### Grups humans que parlen el fon com a segona llengua a Benín
Els agunes, ayizos, ci, xwles orientals, idaques, ijes, gbesis, guns, kotafons, maxis, els txumbulis, els tofins, els wemes, els xwles occidentals i els xweles parlen el fon com a segona llengua.

## Fon a Togo

### Població, territori i pobles veïns
A Togo el 1991 hi havia 35.500 fons i segons el joshuaproject n'hi ha 61.000. El seu territori està situat a la regió dels Altiplans, en al nord i al sud de la ciutat d'Atakpamé.
Segons el mapa lingüístic de Togo de l'ethnologue hi ha tres petits territoris fons al país. Dos estan situats al centre-sud del país, al nord i al sud de la ciutat d'Atakpamé i el segon el comparteixen amb els agunes i està situat a prop de la frontera amb Benín. En els primers territoris són veïns dels miyobes, els ifès, els kabiyès, els tems i els ikposos.

### Grups humans que parlen el fon com a segona llengua a Togo
A Togo també parlen el fon com a segona llengua els agunes, els maxi i els xwles occidentals.

## El fon a altres països
Segons el joshuaproject, els països en els que hi ha comunitats fons significatives fora del seu territori són França (19.000), Gabon (17.000) i Ghana (13.000).

## Dialectes
Els dialectes del fon són l'agbome, l'arohun, el gbekon i el kpase.

## Fonologia
El fon té set fonemes vocals i cinc vocals nasals.
|             | Anterior | Central | Posterior |
| ----------- | -------- | ------- | --------- |
| Tancada     | i ĩ      |         | u ũ       |
| Semitancada | e        |         | o         |
| Semioberta  | ɛ ɛ̃      |         | ɔ ɔ̃       |
| Oberta      |          | a ã     |           |

|            | Bilabial | Bilabial | Alveolar | Alveolar | Postalveolar | Postalveolar | Palatal | Palatal | Velar | Velar | Labiovelar | Labiovelar |
| ---------- | -------- | -------- | -------- | -------- | ------------ | ------------ | ------- | ------- | ----- | ----- | ---------- | ---------- |
| "Nasal"    | m ~ b    | m ~ b    | n ~ ɖ    | n ~ ɖ    | n ~ ɖ        | n ~ ɖ        |         |         |       |       |            |            |
| Oclusiva   | (p)      | (p)      | t        | d        | t͡ʃ           | d͡ʒ           |         |         | k     | ɡ     | k͡p         | ɡ͡b         |
| Fricativa  | f        | v        | s        | z        |              |              |         |         | x     | ɣ     | xʷ         | ɣʷ         |
| Aproximant |          |          | l ~ ɾ    | l ~ ɾ    |              |              | ɲ ~ j   | ɲ ~ j   |       |       | w          | w          |

/p/ només passa en ideòfons i en préstecs, tot i que sovint és reemplaçada per /f/ al final, com a cɔ́fù (botiga). Diverses de les oclusives sonores només es produeixen abans de les vocals orals mentre que la nasal homorgànica només deixa de produir-se abans de les vocals nasals, cosa que indica que [b] [m] i [ɖ] [n] són al·lòfones.[ɲ] està en una variació lliure amb la [j̃]; A vegades s'argumenta que el fongbe no té fonemes de consonants nasals, un patró normal a Àfrica Occidental. /w/ i /l/ també es nasalitzen abans de vocals nasals;/w/ podria ser assimilada a [ɥ] quan esta abans de la /i/.
Els grups de consonats del fon tenen la /l/ o /j/ com a segona consonant; després de la postalveolar, /l/ algunes vegades es converteix en [ɾ]: klɔ́ (rentar), wlí (agafar), jlò [d͡ʒlò] ~ [d͡ʒɾò] (voler).

### To
El fon té dos tons fonèmics; alt i baix. El to alt és realitzat des d'un punt creixent (baix-alt) després d'una consonant tònica. Les paraules bàsiques dissíl·làbiques tenen quatre possibilitats: alt-alt, alt-baix, baix-alt i baix-baix.
En paraules fonològiques més llargues com verbs i frases, hi ha un to alt que tendeix a persistir fins al final de la síl·laba; si aquesta síl·laba té un to fonèmic baix, aquesta decau (alt-baix). Els tons baixos desapareixen entre els tons alts, però el seu efecte roman com to abaixat. Els tons creixents (baix-alt) es simplifiquen en to alt després de to alt i to baix abans de to alt.

## Sociolingüística, estatus i ús de la llengua
A Benín, el fon és una llengua d'ampli ús en la comunicació (EGIDS 3): És una de les llengües principals del país i s'utilitza en el treball i els mitjans de comunicació de masses, tot i que no té estatus oficial. A Togo és una llengua desenvolupada (EGIDS 5): està estandarditzada i és utilitzada per persones de totes les edats en la comunicació social. A Benín el 10% dels que tenen el fon com a llengua materna estan escolaritzats en aquesta llengua. El 10% la poden llegir i el 7% la pot escriure. Existeix literatura i poesia, revistes i diaris, programes de ràdio i televisió, diccionari, gramàtiques i hi ha traduïda la Bíblia. S'escriu en alfabet llatí. Els fon beninesos també parlen el francès i els fon togolesos l'ewe.

## Ortografia
| Majúscules | A | B | C  | D | Ɖ | E | Ɛ | F | G | GB | I | J  | K | KP | L | M | N | NY | O | Ɔ | P | R | S | T | U | V | W | X | Y | Z |
| Minúscules | a | b | c  | d | ɖ | e | ɛ | f | g | gb | i | j  | k | kp | l | m | n | ny | o | ɔ | p | r | s | t | u | v | w | x | y | z |
| So         | a | b | tʃ | d | ɖ | e | ɛ | f | ɡ | ɡb | i | dʒ | k | kp | l | m | n | ɲ  | o | ɔ | p | ɣ | s | t | u | v | w | x | j | z |

Generalment el to no es representa en l'escriptura si no és necessari. En algunes ortografiex, la x es representa amb la h.

### Text d'exemple
De la Declaració Universal dels Drets Humans:
GBETA GBƐ Ɔ BI TƆN EE ƉƆ XÓ DÓ ACƐ E GBƐTƆ ƉÓ KPODO SISI E ƉO NA ƉÓ N'I LƐ KPO WU E WEXWLE
Ee nyi ɖɔ hɛnnu ɖokpo mɛ ɔ, mɛ ɖokpoɖokpo ka do susu tɔn, bɔ acɛ ɖokpo ɔ wɛ mɛbi ɖo bo e ma sixu kan fɛn kpon é ɖi mɛɖesusi jijɛ, hwɛjijɔzinzan, kpodo fifa ni tiin nu wɛkɛ ɔ bi e ɔ, ...